# Δ-Aminolävulinatsynthase
Die δ-Aminolävulinatsynthase (δ-ALAS) ist ein mitochondriales Enzym, das sich in Hepatozyten und Erythroblasten findet. Es existieren zwei Isoenzyme, ein ubiquitär vorkommendes (Gen: ALAS1) und eines, das spezifisch für Erythroblasten (Gen: ALAS2) ist. Das Enzym katalysiert die Reaktion von Succinyl-CoA aus dem Citratzyklus mit der Aminosäure Glycin zu δ-Aminolävulinat unter Abspaltung von CO2. Diese Reaktion stellt den geschwindigkeitsbestimmenden Schritt der Häm-Biosynthese dar. Die Reaktion ist von Pyridoxalphosphat abhängig. Gehemmt wird die δ-Aminolävulinatsynthase durch Schwermetalle wie Blei und durch Häm selbst als Endprodukt des Häm-Biosyntheseweges.
Ein Defekt des ALAS2-Gens führt zu einer (sehr seltenen) Chromosom X-gebundenen sideroblastischen Anämie. Dabei kommt es zu einer Eisenakkumulation in den Mitochondrien der Knochenmarkszellen.